# Žirany
Žirany és un poble i municipi d'Eslovàquia que es troba a la regió de Nitra, al sud-oest del país. El 2021 tenia 1.360 habitants.

## Història
La primera menció escrita de la vila es remunta al 1113.

## Demografia
| Godina             | 1994 | 2004   | 2014   | 2024   |
| ------------------ | ---- | ------ | ------ | ------ |
| Nombre de persones | 1257 | 1344   | 1363   | 1346   |
| Diferència         |      | +6,92% | +1,41% | −1,24% |

| Godina             | 2023 | 2024   |
| ------------------ | ---- | ------ |
| Nombre de persones | 1352 | 1346   |
| Diferència         |      | −0,44% |